# بال كيتايبيل

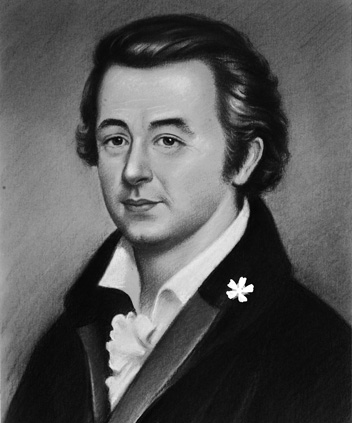
بال كيتايبيل

بال كيتايبل (بالمجرية: Kitaibel Pál)‏ (3 فبراير 1757 - 13 ديسمبر 1817)، هو عالم نبات وكيميائي مجري.
ولد في ماترسبورغ ودرس علم النبات والكيمياء في جامعة بودا. في عام 1794 أصبح أستاذ مختص في هذه المواضيع، بالإضافة إلى دراسة النباتات والهيدروغرافيا في المجر، اكتشف في عام 1789 عنصر تيلوريوم، لكنه أعطى لاحقا الفضل إلى فرانز يوزف مولر فون رايشنشتاين (1740-1825) الذي اكتشفه في عام 1782.
سُميت عدد من أنواع الكائنات باسمه، مثل:
- Ablepharus kitaibelii
- Cardamine kitaibelii
- Kitaibela vitifolia
- Knautia kitaibelii
- Aquilegia kitaibelii